# Kurt Kaergel
Kurt Kaergel, auch Kärgel,  (* 11. September 1901 in Hannover; † nach 1944) war ein deutscher Kommunalpolitiker (NSDAP), SA-Gruppenführer und Generaldirektor.

## Leben
Er war der Bruder des späteren SS-Führers Heinz Kaergel und trat bereits zum 3. August 1926 der NSDAP im Gau Sachsen bei (Mitgliedsnummer 41.552), die er im Stadtrat der Messestadt Leipzig vertrat. Im Herbst 1930 wurde er von zwei Sitzungen der Stadtverordneten ausgeschlossen. 1931 wurde er mit neun weiteren Nationalsozialisten im Eythraer Prozeß angeklagt.
Nach der „Machtergreifung“ der Nationalsozialisten 1933 erfolgte seine Ernennung zum Stadtwerksdirektor in Leipzig und trug 1944 den Titel Generaldirektor.
Als bisheriger SA-Standartenführer wurde Kurt Kaergel am 20. April 1936 zum Oberführer und anlässlich des 9. November 1937 durch Adolf Hitler zum SA-Gruppenführer befördert.